# Ville-district de Kangding
Cette page contient des caractères spéciaux ou non latins. S’ils s’affichent mal (▯, ?, etc.), consultez la page d’aide Unicode.

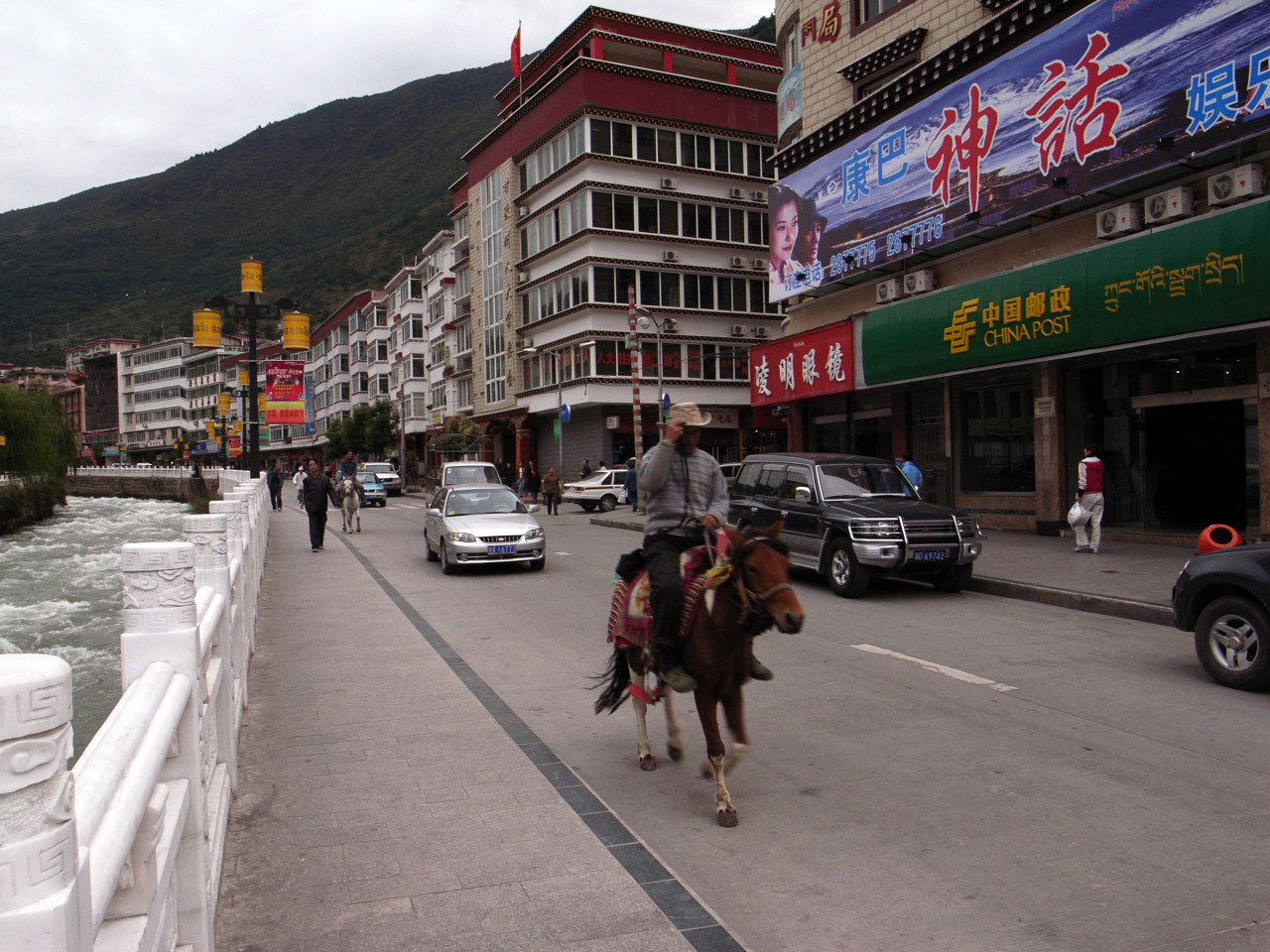
Une rue du centre urbain.

La ville-district de Kangding (chinois : 康定市 ; pinyin : kāngdìng shi) ou Dardo dzong (tibétain : དར་མདོ་རྫོང་, Wylie : dar-rtse-mdo, pinyin tibétain : Darzêdo, THL : Dardo dzong), parfois également retranscrit en Dardo ou Dartsedo, est une ville-district administratif de la province du Sichuan en Chine. La ville de Kangding est le chef-lieu de la préfecture autonome tibétaine de Garzê. La ville a été également connue en Occident sous le nom de Dajianlu (chinois : 打箭爐 ; pinyin : Dǎjiànlú ; Wade : Ta-chien-lu ; EFEO : Ta-tsien-lou), du nom tibétain Darzêdo.
Elle a été la capitale du district spécial de Chuanbian de 1916 à 1928, sous le gouvernement de Beiyang, et de l'ancienne province du Xikang de 1939 à 1950.

## Histoire
La ville de Dartsedo est, depuis la dynastie Song, un point important d'échanges entre Tibétains et Chinois que l'on l'appelle chama maoyi (茶马贸易 / 茶馬貿易, chá mǎ màoyì, « commerce du thé-cheval »). Du thé venant de Chine y est alors échangé contre des chevaux venus du Tibet. La province du Sichuan devient alors une importante région productrice de thé. Sous la dynastie Ming, ce commerce se ralentit, le pouvoir chinois y imposant des restrictions et l'utilisant comme instrument pour contrôler les Tibétains : la production de thé du Sichuan fut réduite de deux-tiers par rapport à la dynastie Song. Les Tibétains, de plus en plus demandeurs de denrées en provenance de Chine (riz, vêtements, tabac, etc.), prennent le contrôle de la ville, profitant de la chute de la dynastie Ming pour y placer des troupes. En 1696, le contrôle tibétain y est le plus fort.
La dynastie Qing reprend le contrôle de la ville lors de la Bataille de Dartsedo en 1701. L'empereur y envoie une armée de 20 000 hommes depuis Jingzhou, dans la province du Hubei, pour résoudre ce conflit.
En 1890, afin de rallier Paris au Tonkin, en Indochine française, l'explorateur Gabriel Bonvalot traverse le plateau tibétain en plein hiver. Juste avant d'arriver à Lhassa, des ambassadeurs du gouvernement tibétain l'arrêtent. Après de longues négociations, son voyage peut reprendre. Il doit alors traverser le plateau tibétain jusqu'à son extrémité orientale. Il atteint Tatsienlou en juin, il y reste un mois et rend visite à la mission des pères français de la Société des missions étrangères. Gabriel Bonvalot décrit ainsi la ville :
« Tatsienlou a une population composée de Tibétains et de Chinois. La plupart des Chinois sont soldats ou bien marchands, occupés surtout au commerce du thé, de l'or, de la rhubarbe et des peaux. On trouve aussi dans leurs boutiques des marchandises européennes, des tapis et des draps russes, des calicots anglais, de l'horlogerie suisse, des contrefaçons allemandes. ».

### Capitale du Xikang
Kangding a été la capitale de la province du Xikang, sous la République de Chine (1912-1949), de 1939 à 1945.
Fabienne Jagou mentionne que jusqu'à la fin du XIXe siècle, l'influence chinoise ne dépassait pas Dartsédo (Kangding)[citation nécessaire].
Pour Claude Arpi, en 1905, alors que l'empire mandchou était dans son déclin, les frères Zhao Erfeng et Zhao Erxun, seigneurs de guerre chinois, se partagèrent la tâche de découper le Tibet en différentes régions administratives. L'Amdo et le Kham devinrent les provinces du Qinghai et du Xikang. D'abord district spécial de Chuanbian (1912 — 1939), le Xikang devint officiellement une province en 1939. Jusqu'en 1950, sa capitale a été la ville de Kangding, et son gouverneur le seigneur de la guerre Liu Wenhui.
À la suite de la guerre Qinghai-Tibet, et une signature, entre le Tibet indépendant (1912-1951) et Ma Bufang en 1933, La limite entre le contrôle Tibétain et chinoise est le long de la rivière Jinsha (haut-Yangzi Jiang). Les chinois contrôlent alors le Kham oriental, les Tibétains contrôlant le Kham occidental (région de Qamdo), le fleuve Yangzi constituant alors la frontière de fait entre Chine et Tibet. Pendant cette période, la région contrôlée par Liu Wenhui devint un centre important de production d'opium.
En 1950, après la défaite du Kuomintang face au Parti communiste chinois dans la guerre civile chinoise, la province fut amputée du territoire de Qamdo, officialisant ainsi la situation antérieure, et sa capitale transférée à Ya'an. La province ainsi réduite disparut en 1955, lors de l'intégration du Kham oriental à la province du Sichuan ; quant au territoire de Qamdo, il fut rattaché en tant que préfecture de Qamdo à la région autonome du Tibet lors de sa création en 1965.

## Géographie
La ville de Kangding est située au fond d'une gorge, au confluent des rivières Dar et Tse, à l'origine de son nom tibétain Dartsedo.

## Démographie
La population du district était de 105 992 habitants en 1999.
La ville de Kangding compte désormais une large majorité de Hans, principalement fonctionnaires, militaires ou autres officiels. Elle comptait 35 480 habitants en 2000.

## Économie
Située à la porte du Tibet, la ville de Kangding a été dans le passé un centre commercial important de l'ancienne route du thé. C'est là que se formaient les caravanes qui emportaient le thé de Ya'an vers le plateau tibétain, et que s'échangeaient les productions tibétaines comme les chevaux, mais aussi les fourrures, le musc ou le sel, destinées à la Chine. Aujourd'hui, les activités administratives y ont pris une place importante.[réf. nécessaire]

## Transports
L'aéroport de Kangding, situé à une quarantaine de kilomètres de la ville, deuxième plus haut aéroport du monde avec une altitude de 4 280 m, dispose d'une piste de 4 000 m. Il a été ouvert au trafic le 22 octobre 2008[réf. souhaitée].
Il faut cinq jours de route pour atteindre Lhassa. Une autoroute stratégique réunira les deux villes à partir de 2015.

## Culture
Tous les ans, au 25 octobre du calendrier lunaire, s'y déroule la « fête de l'allumage des lampes » (chinois : 燃灯节 ; pinyin : rándēng jié ; litt. « fête de l'allumage des lampes »), pendant laquelle de nombreuses bougies faites au beurre clarifié (ou Ghi, appelées diya en Inde), sont allumées, en commémoration du décès de Tsongkhapa, fondateur de l'école géloug.

### Langues
Les langues parlées sont principalement le Tibétain, Tibétain de l'Amdo, Khampais (zh), le Muya.

### Religion
- Kangding est le siège du diocèse catholique de Kangding, fondé en 1846 comme partie d'un vicariat apostolique par les missionnaires français de la Société des missions étrangères de Paris et devenu diocèse en 1946. L'église catholique a été détruite pendant la Révolution culturelle.

## Personnages célèbres
- Alexandra David-Néel, exploratrice du Tibet, a séjourné à Kangding pendant presque toute la durée de la Seconde Guerre mondiale (de 1938 à 1944)[13] ; elle aurait alors reçu l'autorisation de résider dans un des temples taoïstes chinois surplombant la ville.

- Joseph Gabet et Évariste Huc, missionnaires lazaristes, expulsés du Tibet en février 1846 sur ordre de l'amban, représentant de l'empereur de Chine, sont arrivés de Lhassa à Ta-tsien-lou, en juin 1846, après un voyage si difficile que le chef de l'escorte chinoise l'a terminé dans son cercueil[14]. Ils ont continué en direction de Chengdu.
- Félix Biet a administré la mission à la fin du XIXe siècle.
- Gabriel Bonvalot et le prince Henri d'Orléans s'y sont arrêtés en juin-juillet 1890.
- Mgr Giraudeau signale la présence de la mission archéologique de Auguste Gilbert de Voisins, Victor Segalen et Jean Lartigue le 8 juillet 1914 à Tatsienlou.

### Sources
- Marc Moniez, Christian Deweirdt et Monique Masse, Le Tibet, Paris, Ed. de l'Adret, 1999, 591 p. (ISBN 2-907629-46-8), p. 469-470
- Françoise Fauconnet-Buzelin, Les martyrs oubliés du Tibet : chronique d'une rencontre manquée (1855-1940), Paris, Les Éditions du Cerf, coll. « Histoire », 16 novembre 2012, 654 p. (ISBN 978-2-204-09593-8)